# Maison Estignard
La maison Estignard, également appelée hôtel Estignard, hôtel Fayard ou maison Renaissance, est une maison française implantée à Périgueux dans le département de la Dordogne, en région Nouvelle-Aquitaine. Elle a été édifiée au XVIe siècle.

## Présentation
La maison Estignard se situe en Périgord central, au centre du département de la Dordogne, au centre-ville de Périgueux, dans son ensemble urbain, en rive droite de l'Isle. C'est une propriété privée sise 3 et 5 rue Limogeanne.

## Histoire
La construction de la maison Estignard remonte entre les XIVe et XVIe siècles,. Vers 1630, elle est achetée et occupée par Jean du Chesne et sa famille. La demeure est ensuite le foyer de la famille des Faure de Rochefort au XVIIIe siècle puis, après la Révolution française, celui des Déglane.
La maison doit son nom à Jean Étienne Joseph Estignard (1787-1873), maire de Périgueux, qui est l'un des propriétaires qui l'a longtemps habitée au XIXe siècle, après s'être marié avec Claire Déglane, l'héritière de la demeure. Avant son décès, Jean Estignard demande que l'hôtel particulier soit légué à la ville de Périgueux, mais la cession n'a pas lieu. En 1889, la maison est classée au titre des monuments historiques. La maison passe par alliance à la famille Lapeyre, puis à la famille Audy.
Après une délibération du conseil municipal le 8 août 1951, la maison Estignard est vendue à la ville le 8 mars 1952, avec l'accord de ses propriétaires (Jean Michel Audy, Marie Julie Gaudet veuve de Jean Joseph Audy, et Eva Hélène Lehmann épouse de Jean Michel Audy). La maison est restaurée en 1953, puis en 2001 pour des travaux de toiture.
Appartenant à la ville de Périgueux, l'édifice est vendu en juin 2020 à une société, déjà propriétaire du château de la Tour-Blanche.

## Architecture
Le corps de logis principal s'étend le long de la rue Limogeanne. À l'ouest est accolé un corps de logis plus modeste. Extérieurement, les façades richement sculptées présentent de nombreuses fenêtres à meneaux. En 2020, le rez-de-chaussée sur la rue Limogeanne est occupé par deux commerces, une bijouterie et une coutellerie.
L'entrée sud de la maison donne sur une petite cour intérieure dominée par un pignon imposant. 
À l'intérieur, l'édifice recèle un escalier en colimaçon, d'immenses cheminées, un plafond en bois du XVIe siècle et des vitraux du XVIIIe siècle. La porte qui donne sur l'escalier était décorée de la salamandre de François Ier et aurait été construite par Raymond de Fayard, un magistrat périgourdin. Au troisième étage, des peintures avec des petits écus blancs sur fond gris, imitant une fourrure héraldique, ornent les murs.
L'historien Guy Penaud considère la maison Estignard comme « l'un des chefs-d'œuvre de la Renaissance périgourdine ».